# Stuart Jack
Stuart Jack (ur. 8 czerwca 1949, zm. w lutym 2022) – brytyjski dyplomata, gubernator Kajmanów od 2005 do 2009.
Przed mianowaniem na stanowisko gubernatora przez królową Elżbietę II, pracował w Cabinet Office brytyjskiego rządu oraz w Foreign Office.
Służbę w Foreign Office rozpoczął w 1972. Stanowisko zajmowane w strukturach brytyjskiego FO:
- 1975–1979 – II sekretarz (ds. ekonomicznych) w Tokio
- 1979–1981 – departament Dalekiego Wschodu w FO
- 1981–1984 – I sekretarz i attaché prasowy w Moskwie
- 1984–1985 – praca w Bank of England
- 1985–1989 – I sekretarz (ds. ekonomicznych) w Tokio
- 1992–1995 – konsul generalny w Petersburgu
- 1996–1999 – dyrektor Resaarch Analysts
- 1999–2003 – minister (akredytowany) w Tokio
- 2003–2004 – szef Security Review w FO

W młodości był zaangażowany w ruch skautingowy.